# Metropolia Daegu
Metropolia Daegu – metropolia Kościoła rzymskokatolickiego z siedzibą w Daegu, w Korei Południowej. Erygowana w dniu 10 marca 1962 roku. W skład metropolii wchodzi 1 archidiecezja i 4 diecezje.
W skład metropolii wchodzą:
- Archidiecezja Daegu
  - Diecezja Andong
  - Diecezja Cheongju
  - Diecezja Masan
  - Diecezja Pusan